# Freitas Neto
Antônio de Almendra Freitas Neto, ou apenas Freitas Neto, (Teresina, 13 de março de 1947) é um economista e político brasileiro filiado ao PSDB. Começou sua carreira como deputado estadual, foi governador do Piauí e ministro extraordinário das Reformas Institucionais.

## Dados biográficos

### Formação acadêmica
Filho de Odilon Carvalho de Almendra Freitas e Maria Lídia Camarço de Almendra Freitas. Economista formado na Universidade Mackenzie de São Paulo, iniciou sua vida pública como sexto suplente de deputado estadual pela ARENA em 1970, ingressando no serviço público nos quadros do Fomento Industrial do Piauí (FOMINPI) em janeiro de 1971 e nomeado em junho desse ano diretor comercial da AGESPISA (Águas e Esgotos do Piauí S/A) no primeiro governo Alberto Silva. Em 1973 cursou gerência geral e financeira no Instituto Superior de Estudos Contábeis (ISEC) da Fundação Getulio Vargas no Rio de Janeiro.

### Carreira política
Eleito deputado estadual via ARENA em 1974 e 1978, presidiu a Assembléia Legislativa do Piauí entre 1977 e 1979, durante os governos de Dirceu Arcoverde e Djalma Veloso. Secretário de Governo de Lucídio Portela, foi eleito deputado federal pelo PDS em 1982, porém licenciou-se mediante sua nomeação para prefeito de Teresina no primeiro governo Hugo Napoleão, a quem seguiu quando da fundação do PFL. Em 1986 foi candidato a governador do Piauí, mas perdeu para Alberto Silva. Em 1987 foi nomeado presidente da TELEPISA (Telecomunicações do Piauí S/A) pelo ministro das Comunicações, Antônio Carlos Magalhães, e a seguir foi eleito presidente do diretório estadual do PFL no Piauí.

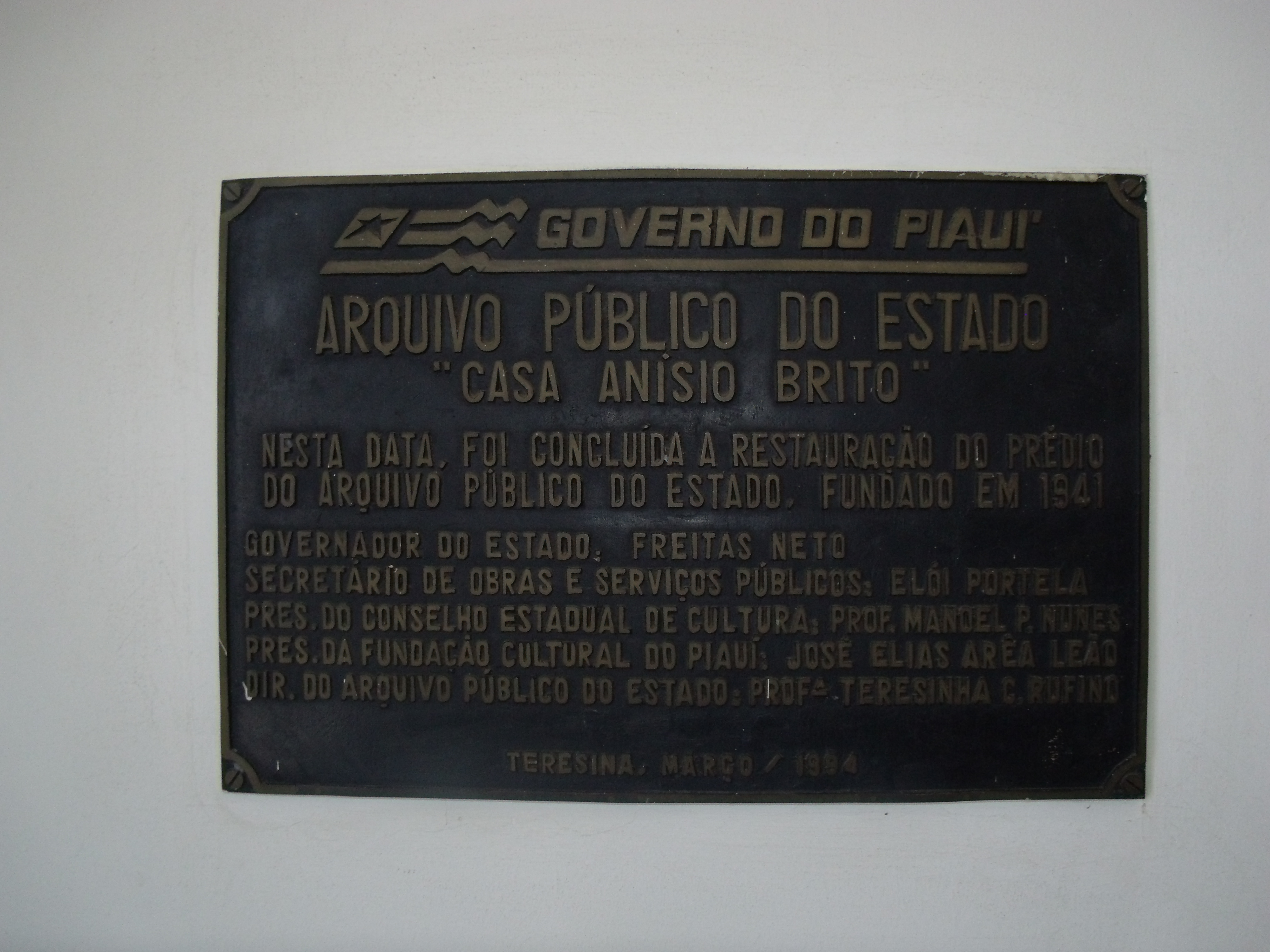
Placa de reforma do Arquivo Público do Estado do Piauí no governo de Freitas Neto.

Em 1990 foi eleito governador do Piauí pela Frente de Recuperação do Piauí, quando derrotou em segundo turno o professor Wall Ferraz. Em 1994 foi eleito senador, licenciando-se em 1998 para assumir o cargo de ministro extraordinário das Reformas Institucionais a convite do presidente Fernando Henrique Cardoso. Em 2001 ingressou no PSDB levando consigo seu grupo político chegando à presidência do diretório estadual. Foi candidato a senador em 2002 e 2006 sem lograr êxito. Em 19 de março de 2007 foi nomeado secretário de Planejamento de Teresina pelo prefeito Silvio Mendes. Retornou ao cargo de secretário de Governo em 2014 a convite do governador Moraes Souza Filho.

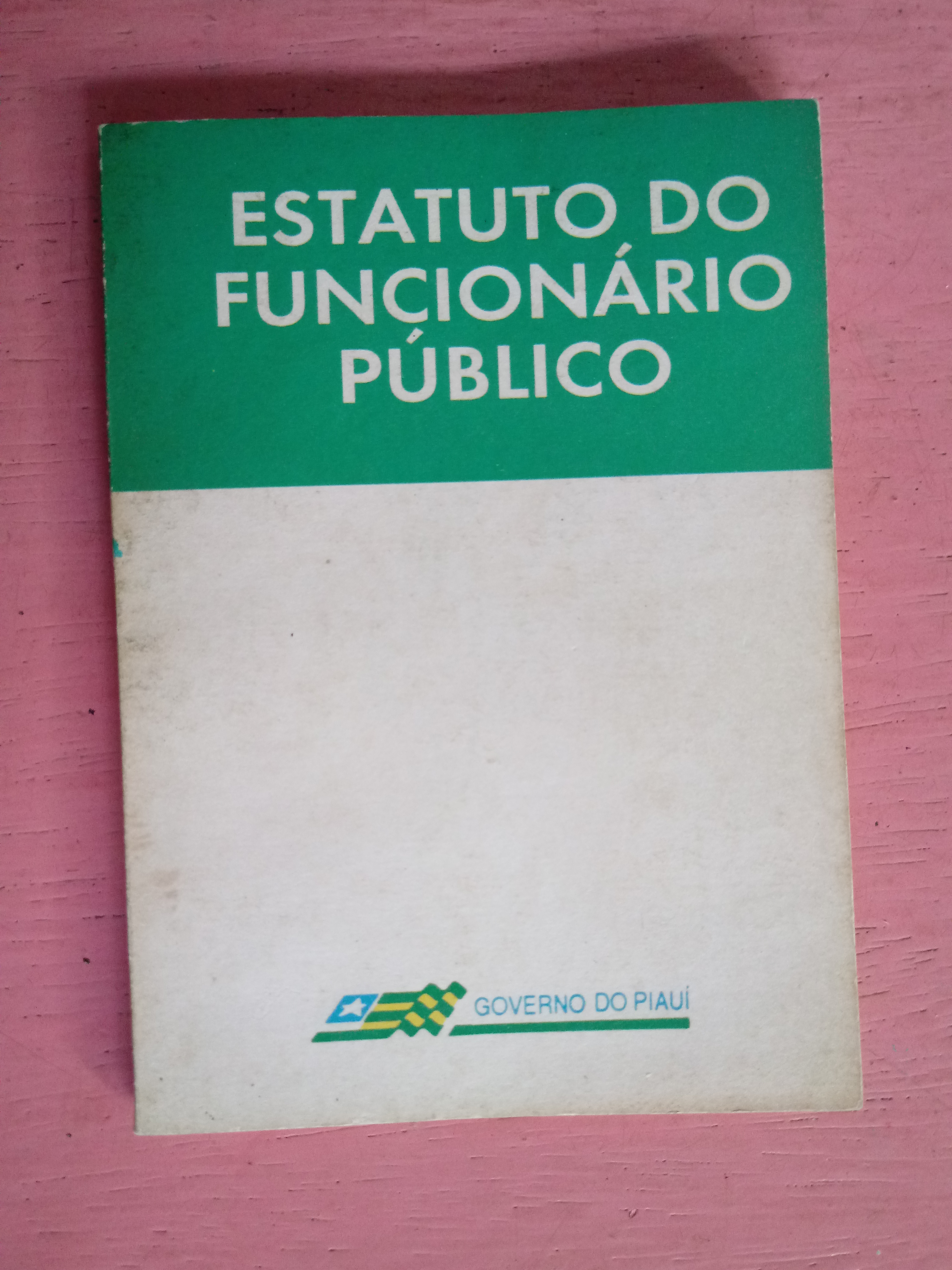
Estatuto do Servidor Público do Piauí, sancionado no governo Freitas Neto para adequar à Constituição brasileira de 1988 e à Constituição do Piauí. É inspirado na lei federal n.º 8.112/1990.

Em seu governo foi sancionada a nova lei do patrimônio histórico e cultural do Piauí, publicada no Diário Oficial do Estado do Piauí em 13 de novembro de 1992. Eleito presidente do conselho deliberativo do Serviço Brasileiro de Apoio às Micro e Pequenas Empresas (SEBRAE) Piauí em novembro de 2018, tomou posse em janeiro do ano seguinte.

### Família
Seu pai, Odilon Freitas, foi eleito deputado estadual em 1962 e 1966 e seu primo, Robert Freitas, foi eleito deputado estadual em 1986, 1990, 1994 e 1998 e prefeito do município de José de Freitas em 2004 e 2008. É primo também de Hugo Napoleão e Átila Lira, este último eleito deputado federal em 1986, 1990, 1998, 2002, 2006, 2010, 2014 e 2018.